# Czarlino
Czarlino (dodatkowa nazwa w j. kaszub. Czôrlëno) – wieś w Polsce, w województwie pomorskim, w powiecie kartuskim, w gminie Sulęczyno.
Miejscowość leży na Pojezierzu Kaszubskim. Wchodzi w skład sołectwa Węsiory. 
Do 2023 miejscowość była częścią wsi Węsiory.
W latach 1975–1998 Czarlino administracyjnie należało do województwa gdańskiego.